# 楚留香之蝙蝠傳奇 (電視劇)
《楚留香之蝙蝠傳奇》（英語：The New Adventure of Chor Lau Heung）是香港電視廣播有限公司根據古龍所著的武俠小說《楚留香新傳之借屍還魂》、《楚留香新傳之蝙蝠傳奇》兩單元改編而拍攝製作的古裝武俠劇集，全劇共40集，監製蕭笙。此劇女主角翁美玲在此劇播映結束四個月後自殺身亡，而此劇的原著小說作者古龍亦在此劇播映結束八個月後因肝硬化身亡。

## 劇情內容
一片疑霧彌漫的氣氛，結合了推理的層次，再加上激烈的打鬥，構成了這套武俠劇。修心養性的楚留香（ 苗僑偉飾 ），與三位紅粉知己李红袖（ 池佩芬飾 ）、苏蓉蓉（ 吕静红飾 ）、宋甜儿（ 刘妙玲飾 ）避居世外。但楚留香靜極思動，又剛值好友左輕侯生辰，遂藉此再度重出俗世，與三美到左家祝賀。
途中四人结识刁蛮任性的桑小静（ 翁美玲飾 ）。到左家後，又發生怪事連篇，原來左家獨女左明丽（ 黄敏仪飾 ）戀上世仇薛家之子薛斌（ 欧阳震华飾 ），薛家之女儿薛茵（ 胡美仪飾 ）又与名伶叶盛蘭（ 黄允材飾 ）相恋，兩女子竟詐死以化解兩家的宿怨。此事被楚留香查悉，為成其好事，就暗中給多他們幫助。

## 演員
- 苗喬偉 飾 楚留香
- 翁美玲 飾 桑小静（永靖公主）
- 陳榮峻 飾 胡鐵花
- 池佩芬 飾 李紅袖
- 呂靜紅 飾 苏蓉蓉
- 劉妙玲 飾 宋甜儿
- 關海山 飾 薛衣人
- 秦煌 飾 薛笑人
- 歐陽震華 飾 薛斌
- 許紹雄 飾 左輕侯
- 黃敏儀 飾 左明麗
- 曾健明 飾 左家下人
- 胡美儀 飾 薛茵
- 黄允材 飾 葉盛蘭
- 孫季卿 飾 張簡齋（張神醫）
- 惠天賜 飾 中原一點紅
- 梁珊 飾 枯梅大師
- 楊盼盼 飾 高亞男
- 龔慈恩 飾 華真真
- 張英才 飾 仁憲皇帝
- 郭峰 飾 英萬里（名捕）
- 葉天行 飾 歐陽飛（鷹爪王）
- 何禮男 飾 白捕頭
- 陳中堅 飾 四王爺
- 譚一清
- 吳孟達 飾 楊紹雄
- 劉國誠 飾 古大鵬（四王爺侍衛）
- 陳狄克 飾 關卓將軍
- 任達華 飾 原隨雲（蝙蝠公子）
- 李香琴 飾 金太夫人
- 周秀蘭 飾 金靈芝
- 李樹佳 飾 金太夫人之孫
- 何壁堅 飾 金府大爺金振寰
- 談泉慶 飾 金府二爺金振宇
- 高妙思 飾 東三娘
- 梁鴻華 飾 邵長老
- 許建邦 飾 丁楓
- 王凱筠
- 白文彪 飾 武當派掌門玄空道长
- 吳鎮宇 飾 古大鵬之手下
- 艾威 飾 店小二
- 馮志豐 飾 市井小子黄狗仔
- 劉丹 飾 無花和尚 （客串）
- 徐曼華 飾 水母陰姬 （客串）
- 仙杜拉 飾 石觀音 （客串）

## 重播
此劇曾於1986年1月,1989年3月,1996年2月22日至4月18日和2006年2月1日至3月30日在無綫電視翡翠台，2008年7月13日在TVB星河頻道重播。

## 影碟發行
以下所有影碟發行均由電視廣播(國際)有限公司授權：
香港發行代理商現代音像(國際)有限公司於2004年推出發行了《楚留香之蝙蝠傳奇》VCD影碟零售版本，此影碟將已播放的集數並製作成24隻碟作為片段完整及無刪剪版本，一套共分為兩盒影碟，每隻碟跟電視劇的每集片長約60分鐘一樣，設有粵語及國語發音版本並配上繁體中文字幕。
台灣發行代理商弘音多媒體科技股份有限公司於2007年推出發行了《楚留香之蝙蝠傳奇》DVD影碟零售版本，此影碟燒錄VCD香港版的24隻碟作為集數，共6隻碟，設有粵語及國語發音版本並配上非隱藏繁體中文字幕。
美國發行代理商泰盛娛樂公司於2010年推出發行了《楚留香之蝙蝠傳奇》DVD影碟零售版本，此影碟收錄全套40集，共8隻碟，設有粵語及國語發音版本，自選開啟或關閉繁體中文及英文字幕。此版本並保留前兩個版本沒有的一開始楚留香與無花、石觀音、水母陰姬的決鬥片段。

## 與原著的差異
- 本劇將施茵改為薛衣人的女兒
- 本劇枯梅大師為原隨雲的母親，兩手亦完好無傷